# Cabaret político mexicano
El cabaret político mexicano contemporáneo es un movimiento teatral nacido a mediados de los años setenta del siglo pasado en el momento en que surge en la Ciudad de México una cultural centrada en la vida nocturna. Se destaca la presencia del bar El Nueve (1974-1989) de Henry Donnadieu, director de la compañía Las Kitsch Company. Las obras de este grupo era una especie de mini espectáculos que parodiaban a la cultura de masas. A esta compañía se incorporó Miguel Ángel de la Cueva y Tito Vasconcelos, quién va a ser una figura determinante en el movimiento También en esta época se comienza a consolidar un teatro cómico de crítica política, el cual se fue desarrollando en teatros-bar como La Edad de Oro donde el autor y cantautor Oscar Chávez y la actriz Martha Ofelia Galindo presentaron inicialmente parodias y canciones sobre el día a día de la vida urbana. Le siguieron después el Bar Guau y El Miau Con el paso del tiempo estos sketches cómicos fueron tomando la forma de un espectáculo teatro-musical con una fuerte dosis satírica. Participaron gran cantidad de actrices y actores en la conformación de esta dinámica teatral urbana; entre otros, Gilberto Pérez Gallardo, Lupe Vázquez, Mario Ardila, Armando Pascual, María Luisa Alcalá y Ernesto Gómez Cruz. A ellos se sumaran posteriormente Fernando Luján, Isabel Benett, Mauricio Herrera, y una coreógrafa muy joven que no había tenido mucha suerte con la formación universitaria del CUT (Centro Universitario Teatral), y que se convertiría en una de las representantes del género, Jesusa Rodríguez.
En 1980 Jesusa Rodríguez y su compañera, y actual esposa Liliana Felipe, hicieron su debut como cabareteras en “un minúsculo café de Coyoacán llamado El Cuervo, al que rebautizaron como El Fracaso.” A finales de los años ochenta se crearon otros espacios a medio camino entre la discoteca y el bar como La Última Carcajada de la Cumbancha-LUCC (1987), o El Bugambilia (1988), en los que debutaron grupos musicales contestatarios como Caifanes, Café Tacuba, La Maldita Vecindad y Santa Sabina, y en donde también se presentaron artistas de cabaret como Darío T. Pié, Astrid Hadad, Tito Vasconcelos y Regina Orozco. Todos estos centros nocturnos correspondían a propuestas vanguardistas que intentaban a toda costa romper las reglas del establishment. Astrid Hadad recuerda que en esa época en el bar Cristal, una cantina del centro de la Ciudad de México de los años treinta, ella hacía un espectáculo ranchero basado en las viejas películas mexicanas en el que cantaba sobre la barra e inter-actuaba con el público. El preludio de lo que sería su inconfundible estilo en el cabaret
Un momento significativo de legitimación del género ocurre cuando Rodríguez y Felipe abren el bar El Hábito en Coyoacán. Le seguiría después CabaréTito, fundado por Tito Vasconcelos y el empresario David Rangel en La Zona Rosa en 1998. Astrid Hadad, por su lado se consolidará principalmente en El Bataclán de La Bodega en la colonia Roma. Darío T. Pié ha llevado a su personaje, La Roña, hasta el nivel de teatro cultural, realizando en los últimos años seis temporadas en el Teatro Helénico, del Centro Cultural Helénico de la Ciudad de México.

## La carpa
En este tipo de escenarios que podríamos considerar como para-teatrales, se comenzô a recontextualizar y a readaptar un teatro popular que había tomado el escenario de las carpas del circo, alrededor de 1930 en el Distrito Federal, para luego debilitarse a partir de los años cincuenta hasta casi desaparecer con la administración de Ernesto P. Uruchurtu, también conocido como "el regente de hierro". Uruchurtu, quien gobernó el D.F. de 1952 a 1956, era opuesto a la crítica política y fue uno de los principales causantes, entre otros desastres culturales, de la desaparición de las familias carperas que se dedicaban a este arte en el D.F.
Este teatro cómico se hizo muy popular a principios del siglo XX en la periferia de la Ciudad de México porque parodiaba las producciones musicales (Teatro de Revista) que se desarrollaban en los elegantes teatros del centro de la ciudad. Al mismo tiempo era un teatro que realizaban una crítica política a los acontecimientos más importantes y así servía como un medio de información y educación histórica y política de una población que era en su mayoría iletrada. A través del género de cabaret un grupo de artistas de los años ochenta se da a la tarea de resucitar con gran éxito las dinámicas y estrategias dramáticas del Teatro de carpas utilizando los centros nocturnos existentes en la Ciudad de México. En este sentido el Cabaret político mexicano es un hijo tardío del Teatro de carpas.
El teatro de carpa produjo figuras tan importantes como Germán Valdez "Tin Tan" y Mario Moreno "Cantinflas" que luego pasaron a la industria del cine, iniciándose con ello la famosa Época de Oro del cine mexicano (1933-1969). Una gran parte de los cabareteros mexicanos tiene igual admiración por las carperas, actrices que trabajaron en el escenario de la carpa como Amelia Wilhelmy, una cómica de los años veinte que vestía de hombre y que fumaba mariguana en escena. Wilhelmy formó con Delia Magaña un dueto hoy ya mítico, La guayaba y la tostada.

## Influencias
En su forma contemporánea este teatro político de bar se distancia de manifestaciones más cercanas al teatro de revista popular ya que sus iniciadores Jesusa Rodríguez, Astrid Hadad, Darío T. Pié, Tito Vasconcelos y Regina Orozco, tuvieron una formación teatral universitaria. No obstante lo anterior, para configurar sus obras estos artistas se nutren no sólo de la revista popular, sino también del Cabaret alemán de posguerra, del Stand-Up Comedy estadounidense y del ya mencionado teatro mexicano de carpas de principio del siglo XX.
Dentro de la multiplicidad de influencias que cohabitan al interior del cabaret mexicano contemporáneo existe de vital importancia. Esta es la de la Comedia italiana del sigo XVI, cuyas dinámicas dramáticas tienen muchos puntos en común con el Teatro de carpas, el Cabaret alemán de posguerra y el Stand-Up Comedy, ya que su dramaturgia pone un énfasis mayor en el virtuosismo de la actriz o el actor en su interacción con el público. Una figura significativa para entender el desarrollo de esta tendencia en México es Tito Vasconcelos, quien ha sido formador de muchos cabareteros y cabareteras como Las Reinas Chulas y Las hijas de Safo. Vasconcelos ha desarrollado una estilo de cabaret en el que mezcla magistralmente la construcción de los personajes viciosos de la commedia dell' arte (políticos, autoridades religiosas, personalidades públicas) con la estética camp que exagera (vulgariza) los rasgos más populares del humor mexicano (albur) utilizándolo como un bisturí fársico y analítico de la vida social, política y religiosa del México contemporáneo.
La estética camp también ha sido utilizada por otros cabareteros como es el caso de Darío T. Pié, Astrid Hadad y Regina Orozco. En Darío T. Pié se da a través de la máscara del maquillaje, cuyos extraordinarios resultados engañan al ojo con la franqueza de lo obvio, creando, Pié, retratos caricaturales ("human cartoons", los llama él) que pareciendo ser tomados de la cartonería tradicional mexicana captan la forma y el carácter esencial del satirizado en cuestión con toda la carga camp del clown, como lo logra magistralmente con su célebre retrato-clown de María Félix, La Doña, al cual bautizó como La Roña, personaje que en el maquillaje y el vestuario sintetiza estética sobre estética como una forma de afirmación ostentosa de que la belleza absoluta solo le pertenece al arte. La Roña, surgió justamente en El Hábito a principios de los años noventa y hasta la fecha sigue siendo un favorito del público gracias a que sale del cabaret y pasa a la televisión, gracias a la invitación de Horacio Villalobos a participar en el programa de televisión "Desde Gayola", considerado ahora de culto camp. En Hadad esto se puede apreciar en sus vestuarios y en su deseo de volver las letras de las canciones populares imágenes que hagan conciencia al espectador de las expresiones masoquistas, de despecho y dolor apasionado (pathos) en relación con la construcción de la masculinidad y la feminidad mexicanos. En Orozco el elemento visual de sus coreografías remiten a un imaginario operístico en el que ella fue formada. Sus obras de cabaret, mezcla de homenaje y blasfemia contra la rigidez del mundo del bel canto, construyen una estética "kistch" que estiliza y exagera los elementos de la estética popular mexicana acercándola de una manera muy original a la estética camp.

## Diversidad de opiniones
Debido a lo heterogéneo del género y a la diversidad de compañías y artistas que hoy participan en este movimiento cultural, hay diferencias en el modo de llamarlo y entenderlo. La mayoría de las compañías y artistas dedicados a este género lo llama "Cabaret político", diferenciándolo del "cabaret comercial" que está basado usualmente en chistes homofóbicos y misóginos, y que tiene una gran demanda en el centro de la Ciudad de México. El crítico Gastón Alzate, para referirse a este fenómeno teatral usa el término carpaturgia, enfatizando con ello la presencia de la creación colectiva y de una dramaturgia elaborada principalmente por los actores, tal como ocurría en el teatro de carpa. Hadad piensa que no se debe confundir con el género burlesque, y lo llama simplemente "cabaret", porque para ella el término implica el conjunto de muchas disciplinas. Jesusa Rodríguez prefiere llamarlo "farsa mexicana", aunque desde el año 2006 se ha dedicado más al trabajo comunitario y político, y a un subgénero que ella llama Cabaret Masivo. Carlos Pascual afirma que el cabaret perdió gran parte de su dinámica inicial debido a las becas del gobierno, ya que debilitan la crítica al estado como institución. Jesusa Rodríguez piensa lo mismo: no se debe recibir becas "ni de Consuelo Sáizar (presidenta de Conaculta) ni de Marcelo (Ebrard) ni de nadie. Uno tiene que ponerse a trabajar”. Astrid Hadad y Tito Vasconcelos están en desacuerdo. Hadad piensa que ser becaria en el Sistema Nacional de Creadores de Arte nunca ha disminuido su capacidad crítica y que además la beca es solo una ayuda, no le permite vivir de eso. Vasconcelos piensa que para él más problemático es el proceso de selección de los becarios que la beca misma. Hadad afirma sobre los diversos puntos de vista de los artistas de cabaret: "lo que más me preocupa es que se polarice la postura, los discursos. Si somos de derecha o de izquierda; buenos o malos. Y creo que ni todos en el PAN y el PRI son corruptos, ni todos en el PRD son liberales. Falta profundizar”. Para Darío T. Pié, el Teatro-cabaret, debe ser curativo y desde el 2006 su interés ha derivado hacia la mezcla de la crítica y el análisis con la posible solución al problema. "Mi cabaret es sinceramente didáctico, sinceramente divertido y sinceramente rasposo."

## Festival Internacional de Cabaret
Lo cierto es que con el establecimiento del Festival Internacional de Cabaret, hoy en día el movimiento del cabaret político mexicano ha consolidado una presencia muy significativa en la vida nocturna y cultural de la primera década del siglo XXI en la Ciudad de México. El Festival, el cual cumplirá en 2017 su decimoquinto año ininterrumpido, es un proyecto de Las Reinas Chulas Cabaret y Derechos Humanos A.C. y se realiza en distintas sedes a lo largo de la ciudad, teniendo como sede principal el Teatro Bar El Vicio, además de otros recintos dedicados a las artes escénicas como el Foro A Poco No, la Red de FAROs, el Centro Cultural de España en México, Youkali Cabaret y el Teatro de la Ciudad Esperanza Iris.
Durante el Festival se presentan funciones de teatro cabaret, muchas de ellas gratuitas para el público en general, además de espectáculos dirigidos específicamente al público infantil, musicales, burlesque, feministas, drags y de humor político. Entre las compañías artísticas y creadores escénicos que se presentan están Las Reinas Chulas, Tito Vasconcelos, Regina Orozco, La Teatrera Solitaria, Pedro Kóminik, Paola Izquierdo, Yurief Nieves, Roberto Cabral, César Enríquez, Talía Loaria y Cabaret Misterio, entre otros, que ya cuentan con una extensa y consolidada trayectoria; además de compañías de la llamada "nueva ola cabaretera" como Parafernalia Teatro, La Mafia Cabaret, La Guayaba y La Tlayuda, Colonche Cabaret y Talavera Cabaret.